# Titus Quinctius Capitolinus Barbatus
Titus Quinctius Capitolinus Barbatus (ca. 505 v.Chr. – na 423 v.Chr.) was een Romeins politicus en generaal die tussen 471 en 439 v.Chr. zes keer consul van de Romeinse Republiek was.
Quinctius was lid van de gens Quintia, een van de oudste patricische families in Rome. Het cognomen Capitolinus verwijst naar de Capitolijn, de belangrijkste van de zeven heuvels van Rome, waar de familie destijds woonde. De voornaam van zowel zijn vader als grootvader was Lucius en hij was de broer van Lucius Quinctius Cincinnatus. Hij was de vader van Titus Quinctius Capitolinus Barbatus, die in 421 v.Chr. consul was.

## Politieke loopbaan

### Eerste consulschap, 471 v.Chr.
In 471 v.Chr. werd hij samen met Appius Claudius Crassus Inregillensis Sabinus tot consul verkozen. Tijdens hun consulschap werd besloten dat volkstribunen in het vervolg niet meer in de comitia curiata maar in de comitia tributa werden gekozen, waardoor de senaat hier geen invloed meer op had. Hoewel zijn medeconsul, die weinig met de plebejers ophad, hier sterk op tegen was wist de gematigde Quinctius de Lex Publilia aangenomen te krijgen.
Dat jaar bedreigden de Aequi en Volsken Romeins gebied. Quinctius trok daarop met een legioen op tegen de Aequi terwijl zijn medeconsul Claudius de Volsken bestreed. Quinctius' leger droeg hem op handen en was zeer succesvol, terwijl Claudius gedurende zijn campagne moeite had zijn mannen onder controle te houden. De minachting voor hun commandant ging zo ver dat ze weigerden voor hem te vechten, waarop hij gedwongen werd zich terug te trekken. Eenmaal terug op Romeins territorium strafte Claudius zijn onwillige mannen met de zwaarste strafmaatregel, namelijk decimatie; hierbij werd een op de tien soldaten ter dood gebracht. Eerst werd elke soldaat die zonder wapens was teruggekeerd naar het kamp, elke standaarddrager die zijn standaard was verloren en elke centurio die zijn post had verlaten gedood, waarna de decimatie werd uitgevoerd.

### Tweede consulschap, 468 v.Chr.
In 468 v.Chr. werd Quinctius opnieuw consul, samen met Quintus Servilius Priscus. Dat jaar trokken de Sabijnen tegen Rome op. Vlak bij de Porta Collina konden ze worden teruggedreven, maar ze wisten veel buit te vergaren. Servilius ging hen met zijn leger achterna, maar tot een confrontatie kwam het niet. Wel wist hij een veelvoud van het geroofde terug te veroveren.
Intussen trok Quinctius op tegen de opstandige Volsken. Ondanks zware verliezen wist hij zijn troepen te laten zegevieren door beide vleugels wijs te maken dat de andere zijde aan de winnende hand was. Na een hergroepering wilde de vijand met nieuw aangekomen versterkingen het Romeinse kamp 's nachts aanvallen. Quinctius maande zijn mannen tot kalmte en stuurde een cohort Hernici naar een buitenpost, terwijl hij de cornicenes (hoornblazers) te paard in actie liet komen zodat de vijand zou denken dat de Romeinen een uitval aan het voorbereiden waren. Hierdoor kreeg zijn hoofdmacht een goede nachtrust terwijl de Volsken wakker bleven in afwachting van een aanval. De volgende morgen wisten de Romeinen, hoewel ze in ondertal waren, de vermoeide vijand terug te dringen. De Volsken trokken zich terug op een heuvel en bestookten van hieruit de Romeinen met speren en stenen. Toen de linkervleugel onder het spervuur van projectielen dreigde te bezwijken begaf Quinctius zich snel naar die kant om hen aan te vuren en uiteindelijk wisten ze de Volsken terug te dringen en hun kamp te veroveren. De vijand trok zich terug in Antium, dat Quinctius na een korte belegering tot overgave wist te dwingen. Terug in Rome kreeg Quinctius een triomftocht.

### Triumvir, 467 v.Chr.
In 467 v.Chr. was hij samen met Aulus Verginius Tricostus en Publius Furius Medullinus Fusus triumvir in het triumviri agris dividundis, het college dat de uitzending van Romeinse kolonisten naar het door Quinctius veroverde Antium regelde.

### Derde consulschap, 465 v.Chr.
In 465 v.Chr. werd hij voor de derde keer tot consul verkozen. Zijn medeconsul was Quintus Fabius Vibulanus. Omdat de Aequi ondanks een verdrag weer Romeinse gebieden plunderden werd consul Fabius naar hen toe gestuurd om opheldering te vragen. Aldaar kreeg hij al snel door dat men zich op een nieuwe oorlog voorbereidde. Terug in Rome rapporteerde hij dit aan de senaat, die besloot de fetiales te sturen om de Aequi de oorlog te verklaren als ze niet zouden inbinden. De Aequi kozen voor oorlog, waarop Quinctius met een kleine legermacht naar de grens trok.
Terwijl Quinctius de grens bewaakte raakt de legers van Fabius en de Aequi met elkaar slaags. Fabius won de slag, waarop de Aequi zich terugtrokken, maar nog steeds plundertochten in Romeins gebied uitvoerden. Quinctius keerde kort terug naar Rome en benoemde Quintus Servilius Priscus, zijn medeconsul in 468 v.Chr., tot praefectus urbi, waarmee deze het gezag over de stad kreeg bij afwezigheid van de consuls. Fabius wist op een nacht de Aequi te onderscheppen nadat ze terugkeerden van een plundertocht. Ze werden verslagen, sloegen op de vlucht en trokken zich terug in oppidum Algidum, waar ze moesten toezien hoe de Romeinen hun graan van het veld haalden en hun vee meenamen. Terug in Rome vierde Quinctius het lustrum na het afnemen van de census; de stad telde nu 104.714 burgers, wezen en weduwen niet meegeteld.

### Proconsul, 464 v.Chr.
In 464 v.Chr. werd Quinctius door de senaat tot proconsul benoemd om met een uit Hernici en Latijnen bestaand ontzettingsleger consul Spurius Furius Medullinus Fusus te hulp te schieten, wiens kamp in het gebied van de Hernici ten oosten van Praeneste was omsingeld door de Aequi. Quinctius viel de Aequi van achteren aan terwijl ze het kamp belegerden. Het leger van Furius wist daarna uit te breken en samen versloegen ze de Aequi. Op de terugweg naar Rome kwam Quinctius de tweede consul Aulus Postumius Albus Regillensis te hulp om een groep Aequi op plundertocht in Romeinse gebieden te verslaan.

### Quaestor, 458 v.Chr.
In 458 v.Chr. werden Marcus Valerius Maximus Lactuca en Quinctius quaestor. Ze zetten het proces voort tegen een voormalige volkstribuun Volscius die een valse verklaring had afgelegd waardoor Quinctius' neef Caeso Quinctius, de zoon van Lucius Quinctius Cincinnatus, in ballingschap moest gaan. Volscius werd veroordeeld en verbannen.
Toen het kamp van consul suffectus Lucius Minucius Esquilinus Augurinus door Aequi was omsingeld stuurde praefectus urbi Quintus Fabius Vibulanus Quinctius met de beste mannen die hij ter beschikking had er naar toe. De stadscommandant stuurde ook een bericht naar de andere consul, die zich naar Rome spoedde en Lucius Quinctius Cincinnatus tot dictator benoemde. Deze versloeg de Aequi en voerde hun leider in triomf naar Rome.

### Vierde consulschap, 446 v.Chr.
In 446 v.Chr. werd hij opnieuw tot consul verkozen, samen met Agrippa Furius Fusus. Terwijl in de stad de spanningen tussen de patriciërs en de plebejers toenam namen de Aequi en Volsken opnieuw de wapens op. Ze plunderden het platteland en naderden de muur van Servius Tullius tot aan de Porta Esquilina zonder dat hen iets in de weg werd gelegd omdat het volk vanwege de voortdurende strijd tussen de patriciërs en plebejers weigerden een leger te vormen. In een hartstochtelijke toespraak wist Quinctius het volk te raken en in korte tijd werd een leger gevormd om met de vijand af te rekenen. Quinctius had beval de rechtervleugel en zijn medeconsul Furius de linkervleugel. legatus Spurius Postumius Albus Regillensis had het commando over het centrum. De slag vond plaats bij Corbio. Het centrum van de Aequi werd het eerst doorbroken, waarna Quinctius hun linkervleugel terugdrong. Toen ook de rechterkant instortte werd het vijandelijke kamp ingenomen en was de overwinning compleet. De Aequi werden voorgoed verslagen. De Volsken gingen pas een eeuw later deel uit maken van de Romeinse Republiek.

### Interrex, 444 v.Chr.
In 445 v.Chr. was de lex Canuleia aangenomen, waarbij onderlinge huwelijken (conubium) tussen patriciërs en plebejers mogelijk werden. Omdat de patriciërs vreesden dat dit uiteindelijk zou leiden tot plebejische consuls werden voor de eerste keer tribunus militum consulari potestate, krijgstribunen met consulair gezag, ingesteld. Toen de consulaire tribunen na drie maanden moesten aftreden werd Quinctius aangesteld als interrex om de comitia curiata te organiseren waarin nieuwe consuls konden worden benoemd.

### Vijfde consulschap, 443 v.Chr.
Quinctius werd in 443 v.Chr. voor de vijfde keer tot consul verkozen, zijn medeconsul was Marcus Geganius Macerinus. Vanaf dit jaar werden censoren in plaats van de consuls verantwoordelijk voor de census. Intussen vroeg het door de Volsken belegerde Ardea Rome om hulp. Geganius werd er met een leger op afgestuurd en versloeg de Volsken terwijl Quinctius de vrede in Rome bewaarde.

### Zesde consulschap, 439 v.Chr.
In 440 v.Chr. heerste vanwege misoogsten een hongersnood in de stad, waarvan de rijke plebejer Spurius Maelius profiteerde door elders graan op te kopen en dit in de stad uit te delen. Hij hoopte vanwege zijn plotselinge populariteit tot consul te worden verkozen. In 439 v.Chr. werden echter Quinctius en Agrippa Menenius Lanatus tot consul verkozen. De senaat kreeg daarop te horen dat Spurius Maelius een staatsgreep voorbereidde. De senaat beschuldigde de consuls ervan niet op tijd te hebben ingegrepen. Quinctius verweerde zich hiertegen door te verklaren dat vanwege de in 449 v.Chr. aangenomen leges Horatiae Valeriae niet zomaar tegen een plebejer kon worden optreden.
De consuls benoemden daarop tachtiger Lucius Quinctius Cincinnatus voor de tweede keer tot dictator om orde op zaken te stellen. Deze benoemde Gaius Servilius Ahala tot zijn secondant ofwel magister equitum. Servilius riep op het forum Spurius Maelius op om voor de dictator te verschijnen, maar deze sloeg op de vlucht, waarop Servilius hem doodde. De bezittingen van de plebejer werden verkocht en diens huis werd met de grond gelijk gemaakt. Het volgende jaar werden er geen consuls aangesteld, maar consulaire tribunen.

### Legatus, 437 v.Chr.
In 437 v.Chr. werd Mamercus Aemilius Mamercinus tot dictator gekozen in de oorlog tegen de Veientes en hun bondgenoten. Hij benoemde de jonge Lucius Quinctius Cincinnatus tot zijn magister equitum. Quinctius en Marcus Fabius Vibulanus dienden als legaten onder de dictator. In de veldslag tegen de Etrusken voerde de dictator het bevel over de rechtervleugel. Quinctius Capitolinus beval de linkervleugel en Quinctius Cincinnatus met de cavalerie het centrum. De Romeinen wonnen de slag en wisten de Etruskische koning Tolumnius te doden.

### 423 v.Chr.
In 423 v.Chr. verdedigde hij zijn neef Titus Quinctius Pennus Cincinnatus tegen de volkstribunen, die hem er van beschuldigden zijn leger in de steek te hebben gelaten in een verloren slag tegen de Veientes. Mede dankzij zijn eerdere verdiensten, de goede naam van zijn vader Quinctius Cincinnatus en de rede van Quinctius Capitolinus werd hij vrijgesproken.